# Doxomysis murariui
Doxomysis murariui är en kräftdjursart som beskrevs av Mihai Bacescu 1993. Doxomysis murariui ingår i släktet Doxomysis och familjen Mysidae. Inga underarter finns listade i Catalogue of Life.